# اینابا ماسانوری
اینابا ماسانوری ((به ژاپنی: 稲葉 正則 Inaba Masanori); ۲۹ ژوئن ۱۶۲۳ – ۴ ژوئیهٔ ۱۶۹۶) سامورایی، دایمیو در قلمرو اوداوارا در ولایت ساگامی امروزه استان کاناگاوا در دوره ادو اهل ژاپن بود.

## زندگی‌نامه
اینابا ماسانوری دومین پسر دایمیو اوداوارا، اینابا ماساکاتسو بود، وقتی مادرش هنوز خیلی جوان بود از دنیا رفت، او توسط مادربزرگش، کاسوگا نو تسوبونه، دایه شوگون توکوگاوا ایه‌میتسو بزرگ شد.